# Oscar Hedstrom

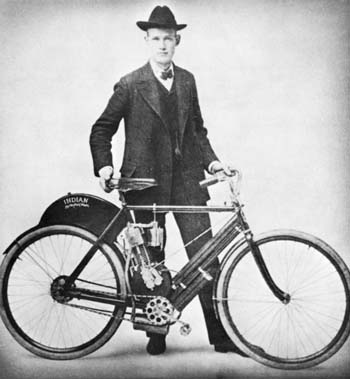
Carl Oscar Hedstrom (1902)

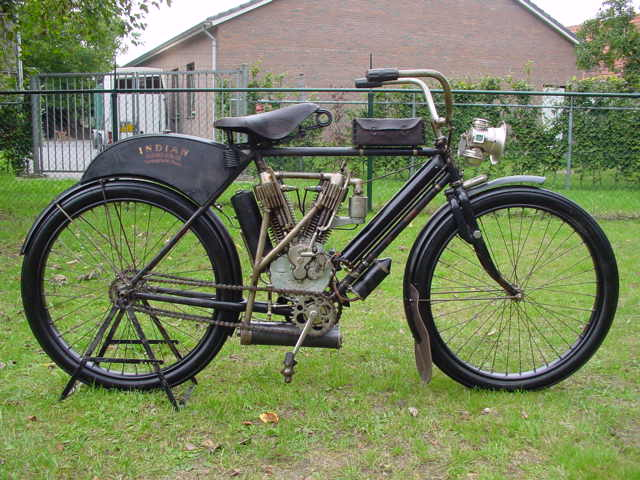
Indian 1908 Twin (im Jahr 2003)

Carl Oscar Hedstrom (* 12. März 1871 als Carl Oscar Hedström in Lönneberga, Schweden; † 29. August 1960 in Portland, Connecticut) war ein schwedisch-US-amerikanischer Erfinder, Motorradpionier und -rennfahrer sowie Mitbegründer der Indian Motocycle Company. Hedstrom galt als technisches Genie und in den 1900er Jahren als „Amerikas bester Motorrad-Entwickler“.

## Leben
Hedstrom wurde in Schweden geboren. 1880 wanderte seine Familie in die Vereinigten Staaten aus. Mit 16 Jahren lernte Hedstrom in einer Uhrenfabrik den Beruf des Werkzeugmachers und schloss als Geselle ab. Hedstrom, vom aufkommenden Radrennsport begeistert, widmete sich auch in seiner Freizeit der Verbesserung von Fahrrädern und Schrittmacher-Maschinen mit De-Dion-Bouton-Motor für den Rennsport, die er mit seinem Partner Henshaw ab 1899 erfolgreich einsetzte. Im Januar 1901 traf Oscar Hedstrom auf den Geschäftsmann George Hendee, der an seinen technischen Fähigkeiten interessiert war. Noch 1901 erfolgte die Firmengründung der Indian Motocycle Company. Hedstrom zeichnete dabei einen Motor, der eine Kopie von Emil F. Hafelfingers Motor war, welcher wiederum Anleihen bei De-Dion-Bouton nahm. Bereits 1901 stellte Hedstrom drei Exemplare seines neuen Motors fertig. Bis 1913 war Hedstrom federführend für die technische Entwicklung von Indian – zu diesem Zeitpunkt die größte Motorradfabrik der Welt.
Hedstrom war äußerst erfindungsreich und hielt einige Patente, unter anderem auf
- „Kamel-Rücken-Tank“ mit zwei separaten Behältern für Benzin und Öl (26. August 1902)[3]
- Kettenspanner (26. August 1902)[4]
- Zündverstellung (12. Mai 1903)[5]
- Vergaser (9. Juni 1903)[6]
- Gasdrehgriff (12. Juli 1904)[7]
- Pendelgabel (10. Januar 1905)[8]
- Blattfedergabel und Hinterradfederung (23. Juni 1914)[9]

Am 28. März 1903 stellte Hedstrom in Ormond Beach mit einer Indian einen (inoffiziellen) Geschwindigkeitsweltrekord für Motorräder von 56 mph (90 km/h) auf. 1913 verkaufte er seine Firmenanteile, zog sich aus dem Geschäftsleben zurück und wohnte bis zu seinem Lebensende in Portland.

## Ehrungen
- Aufnahme in die Motorcycle Hall of Fame[11]